# 羅氏鬼國
罗氏鬼国，又作罗施鬼国，是位于贵州省的一个彝族政权。該國之名始見於北宋，其統治中心位於鴨池河西岸。羅氏鬼國之人屬於東爨烏蠻，是漢朝時期昆明夷的後代。該國崇奉畢摩巫術，故而其首領自稱大鬼主。
宋初罗甸王势力退回水西以后，乌蛮阿者部王子得盖部族最盛，得盖统领诸族。宋仁宗庆历二年（1042年）宋朝于水西地区建立姚州，以乌蛮王子德盖为刺史。德盖子则额袭职后，称罗氏鬼主（罗施鬼主），以大方为中心建罗氏鬼国。其后代所居水西地区（约当今黔西北）称“罗氏鬼国”。或作“罗施鬼国”、“罗鬼国”、“鲁厮国”、“罗鬼”。南宋宝祐四年（1256年）曾遣使到达。咸淳二年（1266年）宋廷赐罗施国以化州刺史印。元世祖至元十五年（1278年）鬼主阿榨（一作“阿察”）内附元朝，诏为安抚使。
罗殿與羅氏鬼國是不同的部族，這兩國之間的關係晦暗不明，在學術界眾說紛紜。唐代的罗殿在五代時期分裂為數個小國，羅氏鬼國是其中之一。這兩個部族輪流領導烏蠻各部落，罗殿强大時以罗殿為大鬼主，羅氏鬼國强大時以羅氏鬼國為大鬼主，互相競爭和融合。